# Ehemalige Burg bei Friedberg (Landschaftsschutzgebiet)
Das Gebiet Ehemalige Burg bei Friedberg ist ein mit Verordnung vom 25. September 1940 ausgewiesenes Landschaftsschutzgebiet (LSG-Nummer 4.37.012) im Gebiet der baden-württembergischen Stadt Bad Saulgau im Landkreis Sigmaringen in Deutschland.

## Lage
Das rund acht Hektar große Schutzgebiet „Ehemalige Burg bei Friedberg“ gehört zum Naturraum „Donau-Ablach-Platten“ und liegt ungefähr 6,5 Kilometer südwestlich der Bad Saulgauer Stadtmitte, östlich des Ortsteils Friedberg in den Gewannen Burgstall, Heiligenbühl und Schneitholz, auf einer Höhe von etwa 599 m ü. NHN.

## Burg Friedberg
Das Schutzgebiet umgibt die historisch bedeutsame Burgstelle der ehemaligen Burg Friedberg, eine abgegangene Höhenburg auf einem Vorsprung der Anhöhe am Ortsrand von Friedberg.